# Dysstroma cjornensis
Dysstroma cjornensis là một loài bướm đêm trong họ Geometridae.